# حصار بادس (1702)
حصار جزيرة بادس أو حصار جزيرة قميرة عام 1702 محاولة لاسترجاع جزيرة بادس الواقعة شمال الإمبراطورية الشريفة، التي كانت تحت السيطرة الإسبانية.

## الخلفية التاريخية
احتلت إسبانيا جزيرة بادس منذ أن غزوها سنة 1564. كانت قميرة في ذلك الوقت جزيرة، وكانت مدعومة بـ " حصن الأرض » بالقرب من قرية باديس. تعرضت المواقع الإسبانية لعدة هجمات في أعوام 1680 و1682 و1687.
وكان المولى إسماعيل حينها في خضم حملته ضد الأماكن تحت الاحتلال الأوروبي. فحرر المعمورة سنة 1681 وطنجة عام 1684 والعرائش عام 1689 وأصيلة عام 1691. ثم حاصر مليلية بين عامي 1694 و1696  ، وسبتة.

## الحصار
في فبراير 1702، أرسل المولى إسماعيل ابنه مولاي زيدان على رأس جيش قوامه 12 000 رجل للاستيلاء على جزيرة قميرة . نجح الجيش المخزني في الهجوم على “ حصن الأرض » بفضل مساعدة بعض المسجونين بالقلعة، بل ودمروا الحصن بالكامل. لكنهم فشلوا في الاستيلاء على الجزيرة، وصدت محاولة الإنزال بها.